# Електролазер
Електролазер — один з типів безпровідної електрошокової зброї, яка також може бути класифікована і як енергетична зброя (англ. Directed-energy weapon). Вона працює за принципом використання лазерного променя для створення електропровідного плазмового каналу (англ. laser-induced plasma channel, LIPC). Через частку секунди після формування такого плазмового канала по ньому до цілі посилається потужний електричний розряд, тим самим уся система працює як високоенергетична і далекобійна версія електрошокового пістолета «Тейзер».
Для створення необхідного електричного розряду змінний струм від джерела проводиться через декілька трансформаторів, що підвищують напругу, але зменшують силу струму, при цьому підсумкова напруга може бути від 108 до 109 вольт. Цей розряд і посилається через плазмовий канал, створений лазерним променем.

## Електропровідний плазмовий канал
Електропровідний плазмовий канал (ЕПК) створюється наступним чином:
1. Лазер (ймовірно отриманий з допомогою лазерного діода) випромінює в повітря лазерний промінь, який викликає швидкий нагрів і іонізацію повітря на «шляху слідування», перетворюючи гази, що входять до складу повітря, в плазму.
2. Ця плазма і формує електропровідний плазмовий канал.

Оскільки ЕПК формується з іонізованого газу, то для роботи електролазеру потрібна наявність повітря або іншого газу між електролазерною зброєю і ціллю. Також, як і для природного розряду блискавки швидкий нагрів газу, який формує плазмовий канал, також генерує гучний звук, схожий з пострілом.

## Можливе використання
- Знищення або виведення із ладу живої сили супротивника за допомогою електрошокового удару
- Охоронні системи[2]
- Нанесення серйозних ушкоджень, виведення із ладу або знищення електронних компонентів цілі.

Оскільки і електролазер, і природна блискавка використовують плазмовий канал як провідник для електричного розряду, лазероіндуковані провідні канали, можуть бути застосовані для:
- вивчення блискавок[3].
- безпечного перенаправлення розрядів блискавок під час грози.

## Приклади використання

### Applied Energetics / Ionatron
Публічна компанія Applied Energetics (раніше відома як Ionatron) розробляє зброю спрямованої енергії для армії США. Компанією був представлений прилад Joint IED Neutralizer (JIN) , який був визнаний непридатним для використання в польових умовах в 2006 році, але нині ймовірно проходить польові випробування в Іраку. JIN призначений для безпечної детонації саморобних вибухових пристроїв. Майбутні дизайни цієї зброї включатимуть варіанти для сухопутних, повітряних і морських транспортних засобів, а також переносний піхотний варіант.
За повідомленнями Applied Energetics, ця зброя може бути використана як нелетальна альтернатива сучасній вогнепальній зброї, але буде здатна передавати досить високу енергію, щоб убити людину.
За повідомленнями Applied Energetics вони зараз працюють над електролазером LGE (Laser Guided Energy) . Крім того, вони досліджують властивості індукованого лазером плазмового каналу (LIPC) для зупинки людей.

### Phoenix
За непідтвердженими відомостями ВМС США тестували електролазер в 1985 році, причому цілями служили ракети і літак. Електролазер був створений у рамках проекту Phoenix програми Стратегічна оборонна ініціатива. Це був перший доведений експеримент, проведений на великій відстані, в 1985 році. Але звіт може також стосуватися ранніх тестів хімічного лазера високої потужності MIRACL.

### HSV Technologies
HSV Technologies, що раніше містилася у Сан-Дієго (Каліфорнія), розробляє нелетальну зброю, яку було відмічено в статті Beyond the Rubber Bullet журналу TIME в 2002 році. Прилад використав ультрафіолетовий лазер з довжиною хвилі 193 нм і зупиняв живі цілі на відстані, без фізичного контакту. Був план щодо створення автомобільного прототипу лазера, націленого проти електронного запалення, з довжиною хвилі 248 нм.